# Tosakin
Der Tosakin oder auch nur Tosa ist eine japanische Goldfischzuchtform, die aus dem japanischen Kōchi (historisch Tosa bzw. in der Edo-Zeit Tosa/Kōchi) stammt und nach ihr benannt wurde. Heute wird sie auch hauptsächlich dort gezüchtet. Vereinzelt findet man auch Zuchtorte in China.
Über die Herkunft werden zwei Versionen genannt. Aus der frühesten Nennung geht hervor, dass es sich um eine Kreuzung (während der Edo-Periode (1603–1868)) zwischen den Goldfischzuchtformen Osaka Ranchu und Ryukin handelt. In der zweiten Version geht man von einer direkten Mutation des Ryukin aus. In beiden Darstellungen weist man jedoch auf die potentielle Urform Ryukin hin. Auch die Grundkörperform erinnert stark an den Ryukin. Jedoch besitzt der Tosakin eine eigenartig geformte Schwanzflosse, die zunächst einem geschlossenen Schleierschwanz ähnelt, der sich aber an den seitlichen Enden nach vorne zum Kopf wölbt. Trotz seiner besonderen und einzigartigen Schwanzflossenform ist er nur wenig verbreitet, was unter anderem daran liegt, dass man nur bedingt züchterischen Erfolg erzielt. Zum einen gestaltet sich die Fortpflanzung selbst als sehr schwierig und zum anderen haben nur 30 % der Nachkommen die besondere Schwanzflosse. Auch die Haltung an sich gilt als nicht einfach. Bedingt durch die Flossenform wird er in nur sehr flachen Wasser gehalten. Angeblich trug dies zur Entwicklung einer solchen Schwanzflosse bei. Größere Beliebtheit erfuhr er in den 1970ern, in denen er vermehrt in den Westen exportiert wurde. Jedoch ist er auch heute selten anzutreffen, selbst im Ursprungsland Japan.